# Ulmu (Brăila)
Ulmu è un comune della Romania di 4 118 abitanti, ubicato nel distretto di Brăila, nella regione storica della Muntenia.
Il comune è formato dall'unione di 2 villaggi: Jugureanu e Ulmu.